# Wild Boys of the Road
Wild Boys of the Road is een Amerikaanse dramafilm uit 1933 onder regie van William A. Wellman. Destijds werd de film in Nederland uitgebracht onder de titel Waar zijn onze kinderen.

## Verhaal
Drie jongen trekken tijdens de Grote Depressie door de Verenigde Staten op zoek naar werk. Ze merken dat ze alleen kunnen overleven als criminelen. Ze zitten in treinen, handelen in vuurwapens en plegen diefstallen. Al spoedig krijgt de politie hen in het vizier.

## Rolverdeling
| Acteur                 | Personage          |
| ---------------------- | ------------------ |
| Frankie Darro          | Eddie              |
| Edwin Phillips         | Tommy              |
| Rochelle Hudson        | Grace              |
| Dorothy Coonan Wellman | Sally              |
| Sterling Holloway      | Ollie              |
| Arthur Hohl            | Dr. Heckel         |
| Ann Hovey              | Lola               |
| Minna Gombell          | Tante Carrie       |
| Grant Mitchell         | Mijnheer Smith     |
| Claire McDowell        | Mevrouw Smith      |
| Robert Barrat          | Rechter White      |
| Willard Robertson      | Politiecommissaris |